# گلیدستون (بازیکن فوتبال)
گلیدستون (به پرتغالی: Gladstone Pereira della Valentina) مدافع اهل برزیل است که در شهر Vila Velha و در تاریخ ۲۹ ژانویهٔ ۱۹۸۵ به دنیا آمده‌است.
گلیدستون در تیم‌های فوتبال کروزیرو سابقهٔ حضور دارد.